# 10024 Marthahazen
10024 Marthahazen è un asteroide della fascia principale. Scoperto nel 1980, presenta un'orbita caratterizzata da un semiasse maggiore pari a 2,4494728 UA e da un'eccentricità di 0,0928999, inclinata di 2,03778° rispetto all'eclittica.